# Elecciones generales de Antigua y Barbuda de 2023
Las elecciones generales de Antigua y Barbuda de 2023 tuvieron lugar el 18 de enero del mencionado año con el objetivo de renovar los diecisiete escaños de la Cámara de Representantes, en base a cuya composición se integró el Senado, configurando el Parlamento de Antigua y Barbuda para el período 2023-2028. Fueron las novenas elecciones desde la independencia de Antigua y Barbuda, así como las decimoséptimas elecciones regulares de la historia antiguana y las decimosextas bajo sufragio universal. Asimismo, fueron las primeras elecciones tras la muerte de la reina Isabel II.
Los comicios se realizaron dos meses antes de lo previsto luego de que el gobierno de Gaston Browne, del Partido Laborista de Antigua y Barbuda (ABLP), anunciara la disolución anticipada del Parlamento. El período previo a las elecciones estuvo marcado por las secuelas económicas de la pandemia de COVID-19, así como una serie de escándalos de corrupción que provocaron la expulsión de Asot Michael, parlamentario desde hacía veinte años, del ABLP. El opositor Partido Progresista Unido (UPP), liderado por Harold Lovell, hizo campaña prometiendo aumentar el salario mínimo y expresó su apoyo a las pequeñas empresas, mientras que el ABLP se comprometió a construir más viviendas y abrir dos policlínicos. Tras la muerte de la reina, Browne había anunciado su intención de organizar un referéndum para la transición del país a un sistema republicano. La campaña se consideró tensa y se reportaron algunos incidentes aislados de violencia.
El ABLP obtuvo un ajustado triunfo con un 47,06% de los votos y nueve escaños, la cantidad exacta requerida para retener la mayoría absoluta, mientras que el UPP logró el 45,22% de los votos y 6 escaños, recuperando varios de los bastiones que había perdido en 2018. A estos se sumaría el escaño de Barbuda, que fue retenido por Trevor Walker (del Movimiento Popular de Barbuda, aliado del UPP). Asot Michael, que tras su expulsión del ABLP compitió como independiente, se impuso con el 58,29% de los votos en St. Peter y retuvo su escaño, el primer candidato ajeno al ABLP o al UPP en ganar un escaño en Antigua. La participación fue la más baja desde 1999, con solo un 70,34% de electores registrados concurriendo a las urnas. Browne se convirtió de este modo en el primer líder antiguano desde Vere Bird en obtener un tercer mandato, pero con tan solo 161 votos (0,38%) de diferencia entre el ABLP y el bloque UPP-BPM, se trató de la victoria más estrecha en la historia electoral del país, su gobierno pasó a depender de la mayoría más pequeña de la historia parlamentaria del archipiélago, y su porcentaje de voto popular fue el más bajo jamás logrado por un partido ganador.
Browne fue juramentado para su tercer mandato el 22 de enero, un día después de las elecciones. Aunque el UPP experimentó un crecimiento considerable, Lovell fracasó en recuperar su escaño parlamentario en St. John's City East, por lo que decidió dimitir como líder del partido el 24 de enero. Jamale Pringle, que ya ejercía como líder de la Oposición desde 2018 por haber sido el único parlamentario del UPP en la legislatura anterior, sucedió a Lovell al frente del UPP y fue de este modo reelegido en su cargo parlamentario.

## Contexto
Las elecciones generales de 2018, realizadas con quince meses de anticipación por una decisión del primer ministro Gaston Browne en medio de las secuelas del Huracán Irma (que devastó la isla de Barbuda), dieron un triunfo abrumador al gobernante Partido Laborista de Antigua y Barbuda, que ganó quince de los diecisiete escaños parlamentarios, arrasando en casi la totalidad de las circunscripciones de Antigua. El opositor Partido Progresista Unido, liderado por Harold Lovell, obtuvo el peor resultado de su historia y perdió casi toda su representación, con la excepción de la circunscripción de All Saints East & St Luke, donde resultó electo Jamale Pringle, quien asumió como líder de la Oposición, aunque Lovell permaneció como líder del UPP por afuera del Parlamento. La única otra circunscripción donde el ABLP resultó derrotado fue Barbuda, donde Trevor Walker retornó al Parlamento después de haber perdido en 2014 en medio de un profundo descontento por las políticas de Browne hacia la isla y su gestión de la devastación provocada por el huracán. En lo económico y sanitario, el período siguiente estuvo signado por la pandemia de COVID-19 y las problemáticas económicas provocadas por esta, sobre todo en la industria turística (de la cual Antigua y Barbuda es altamente dependiente).
Además de la pandemia y sus consecuencias, el segundo mandato de Browne se caracterizó por un creciente movimiento para colocar bajo soberanía de Antigua y Barbuda las instituciones judiciales y políticas que todavía tenían influencias del Reino Unido, antigua potencia colonial. Tras su reelección, Browne impulsó una reforma constitucional para hacer de la Corte de Justicia del Caribe la última corte de apelación del país, en lugar del Comité Judicial del Consejo Privado. La reforma, respaldada por el gobierno pero rechazada por la oposición (que lo denunció como un intento de cooptación judicial), fue sometida a referéndum el 6 de noviembre, el primer y hasta la fecha único referéndum celebrado en el archipiélago. La participación fue de solo el 33,55% y la reforma fue derrotada con un 52,04% votando en contra. En noviembre de 2021, Barbados abandonó la monarquía de la Mancomunidad de Naciones y se convirtió en república, lo que agitó el debate en varios países del Caribe sobre la continuidad de dicho sistema. Estos debates se agudizaron tras la muerte de la reina Isabel II (abrumadoramente popular en la mayoría de los reinos de la Mancomunidad) en septiembre de 2022. Tras el funeral, Browne anunció su intención de organizar un referéndum dentro de tres años sobre la transición a un sistema republicano.
Poco después de las anteriores elecciones, el ministro de Inversión y Comercio, Asot Michael, fue acusado por el inversor británico Peter Virdee de su participación en un plan de soborno. Ya había sido detenido en 2017, cuando era Ministro de Turismo, Desarrollo Económico Inversión y Energía, en el Aeropuerto de Londres-Heathrow, por un caso similar. Aunque inicialmente recibió el apoyo de Browne, fue finalmente destituido de su cargo en mayo de 2020. Luego de una serie de conflictos internos, Michael fue expulsado del ABLP a finales de ese año, acusado de violar el código de ética del partido. Michael permaneció en el Parlamento como independiente. Durante los siguientes meses hasta el final del mandato parlamentario, el ABLP buscó repetidas veces suspender y destituir a Michael como parlamentario, pero este se negó a renunciar y los intentos de suspenderlo fueron anulados por el poder judicial.

## Sistema electoral
| Mapa                       | Circunscripción      | Parlamentarios | Parlamentarios | Parlamentarios |
| -------------------------- | -------------------- | -------------- | -------------- | -------------- |
|                            | St. John's City West | Gaston Browne  |                | ABLP           |
| St. John's City East       | Melford Nicholas     |                | ABLP           |                |
| St. John's City South      | Steadroy Benjamin    |                | ABLP           |                |
| St. John's Rural West      | Londell Benjamin     |                | ABLP           |                |
| St. John's Rural South     | Eustance Lake        |                | ABLP           |                |
| St. John's Rural East      | Maria V. Browne      |                | ABLP           |                |
| St. John's Rural North     | Charles Fernandez    |                | ABLP           |                |
| St. Mary's North           | Molwyn Joseph        |                | ABLP           |                |
| St. Mary's South           | Samantha Marshall    |                | ABLP           |                |
| All Saints East & St. Luke | Jamale Pringle       |                | UPP            |                |
| All Saints West            | Michael Browne       |                | ABLP           |                |
| St. George                 | Dean Jonas           |                | ABLP           |                |
| St. Peter                  | Asot Michael         |                | Ind.           |                |
| St. Philip North           | Robin Yearwood       |                | ABLP           |                |
| St. Philip South           | Lennox Weston        |                | ABLP           |                |
| St. Paul                   | Paul Green           |                | ABLP           |                |
| Barbuda                    | Trevor Walker        |                | BPM            |                |

Las elecciones se realizaron bajo el texto constitucional de 1981 y la Ley de Representación del Pueblo del 31 de octubre de 1975, con las reformas a la misma sancionadas en 2001 y 2002 y administradas por la Comisión Electoral de Antigua y Barbuda. Bajo este marco constitucional, Antigua y Barbuda era una monarquía constitucional dentro de la Mancomunidad de Naciones con un sistema parlamentario basado en el modelo Westminster. La reina Isabel II era la Reina de Antigua y Barbuda y jefa de estado ceremonial, representada localmente por el Gobernador General Wilfred E. Jacobs, mientras que el jefe de gobierno y titular efectivo del poder ejecutivo recaía en la figura de un primer ministro sometido a la confianza del Parlamento bicameral compuesto por la Cámara de Representantes elegida por voto popular mediante escrutinio mayoritario uninominal para un mandato máximo de cinco años y un Senado designado en base a los resultados de las elecciones de la Cámara.
La Cámara de Representantes se compone de diecisiete escaños elegidos por escrutinio mayoritario uninominal. El país se encuentra dividido en diecisiete circunscripciones, cada una de las cuales está representada por un miembro del Parlamento elegido por simple mayoría de votos. El partido o grupo político que logre sumar una mayoría de al menos nueve de los diecisiete escaños forma gobierno y designa al primer ministro, mientras que el líder del partido con más escaños que no forme parte del gobierno ocupa el cargo de líder de la Oposición. El Senado, por su parte, se compone también de diecisiete escaños enteramente designados por el Gobernador General en representación del monarca y siguiendo determinados consejos. Diez senadores se designan por consejo del primer ministro, cuatro por consejo del líder de la Oposición y tres en representación de Barbuda, designados a la razón de uno por consejo del primer ministro, uno por el Consejo de Barbuda y otro a discreción del Gobernador General.
Todos los ciudadanos de la Mancomunidad de Naciones de al menos dieciocho años de edad que posean los requisitos de residencia o domicilio tienen derecho a votar en las elecciones a la Cámara de Representantes. Por su parte, los ciudadanos que tengan al menos veintiún años de edad, hayan residido en el país durante un mínimo de doce meses inmediatamente anteriores al día de la nominación y sean capaces de hablar y leer el idioma inglés con fluidez suficiente para permitirles participar activamente en los procedimientos parlamentarios están calificados para convertirse en miembros del Parlamento. Están inhabilitadas las personas que deban lealtad a un Estado extranjero, que tengan una quiebra sin resolver, que hayan sido declaradas mentalmente incapaces, que estén condenadas a muerte o prisión por un período de al menos doce meses y aquellas que hayan cometido delitos electorales o culpables de ciertos delitos dentro de los diez años anteriores. El mandato parlamentario es incompatible con determinados cargos públicos que tengan responsabilidades electorales o religiosas.
Las elecciones fueron observadas por el Grupos de Observadores de la Mancomunidad, encabezado por el expresidente de Seychelles Danny Faure y por la Misión de Observación Electoral de la Comunidad del Caribe.

## Partidos contendientes

### Partido Laborista de Antigua y Barbuda

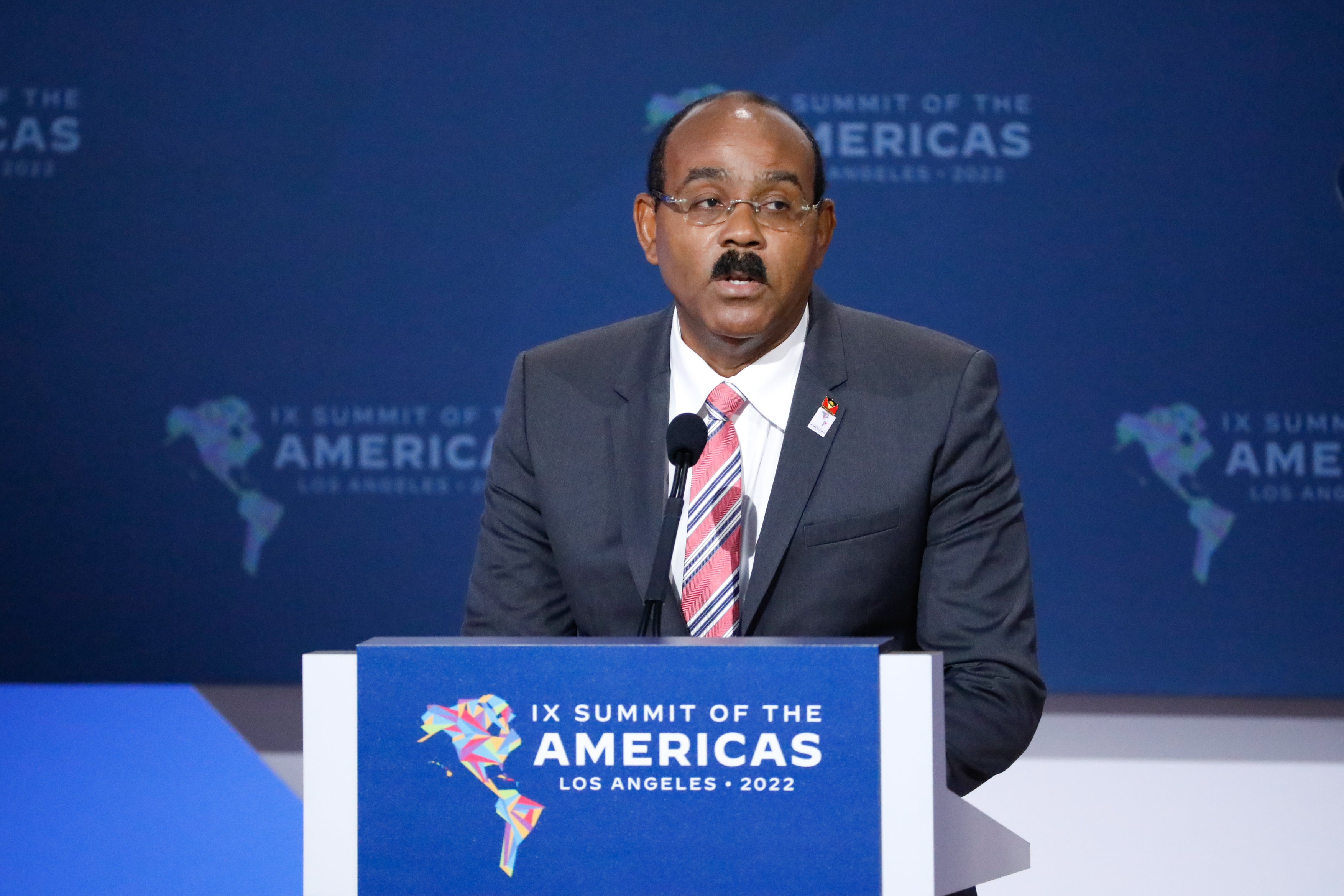
Gaston Browne lideró por tercera vez al ABLP.

El Partido Laborista de Antigua y Barbuda organizó su convención en su sede de Nugent Avenue, Saint John, para aprobar la lista oficial de candidatos el 11 de julio de 2022 y reelegir a Gaston Browne como líder político y candidato a la reelección. El Comité de Idoneidad de tres miembros, presidido por Hilroy Humphreys, se encargó de entrevistar a los candidatos potenciales en cada circunscripción y luego votó a favor o en contra del candidato propuesto, aunque en última instancia la convención nacional del partido tuvo la última palabra. Asot Michael buscó presentarse nuevamente como candidato en St. Peter, pero el Comité votó por dos a uno en contra de su nominación. Michael rechazó ser entrevistado por el Comité, por lo que solo Rawdon Turner, su competidor interno, se presentó y fue declarado apto. Debido al retiro de Arthur Nibbs del liderazgo del ABLP en Barbuda, hubo cuatro candidaturas posibles para sucederlo, de las cuales surgió como vencedor Knacyntar Nedd. Browne propuso una moción para que el ejecutivo sancionara la terna oficial de diecisiete candidatos, que fue aprobada por unanimidad por el pleno de la convención. El presidente del partido, Chet Greene, dio un discurso en el que valoró los logros del partido durante los anteriores ocho años de gobierno, incluyendo el manejo de la pandemia. Browne también dio un discurso, en el que exaltó los logros de su gestión en materia económica, citó la cantidad de dinero invertido por el gobierno en bienestar social durante la pandemia, y se comprometió a continuar por el mismo rumbo en un eventual tercer mandato.
Después de la convención, Asot Michael presentó un recurso judicial en contra de la decisión del Comité de Idoneidad sobre su candidatura, pero el Tribunal Superior falló en su contra, bajo el alegato de que la justicia no tenía competencia para regir sobre las decisiones del ente interno del ABLP.

### Partido Progresista Unido
El Partido Progresista Unido celebró su undécima convención bienal entre el 23 y el 24 de febrero de 2019 en el Centro Cultural de Saint John, y sus autoridades se mantuvieron hasta los siguientes comicios. La derrota en las elecciones de 2018 había dejado al UPP con tan solo un escaño en el Parlamento, ocupado por Jamale Pringle, en lo que fue el peor resultado electoral en la historia del partido. Esto provocó severas disputas internas que pusieron inicialmente en duda la continuidad de Harold Lovell (derrotado en su escaño) como líder del UPP, y se consideró que lo más probable era que terminara renunciando. Aunque asumió como líder de la Oposición en la Cámara de Representantes, Pringle (que había disputado su primera candidatura política en la elección que ganó) descartó disputar el liderazgo del UPP. La construcción de un eventual nuevo liderazgo se gestó en torno al senador Richard Lewis, vicepresidente del partido que había sido candidato en la circunscripción de St. John's Rural West. Lovell mismo llegó a considerar que su carrera política estaba terminada y, según declaraciones del propio Lewis, lo habría animado en privado a que presentara su candidatura para el liderazgo.
El 24 de septiembre de 2018, Lovell anunció su renuncia al liderazgo del UPP y la presentó durante una reunión del Consejo General Anual del partido, afirmando que buscaba cumplir con su promesa hecha antes de las elecciones de dimitir si el partido perdía. Sin embargo, más del 90% de los presentes en el Consejo votaron a mano alzada por su permanencia en el cargo, lo que lo llevó a retractar su renuncia temporalmente. La renuncia fue vista por sus opositores internos más bien como una jugada política por parte de Lovell, y la votación a mano alzada como un intento de intimidar a las bases para ganarse su apoyo. Sin embargo, todavía se consideraba factible que Lovell se retirara del cargo en la siguiente convención bienal. Inicialmente, se postularon los días 16 y 17 de noviembre para la convención, pero una petición presentada por el líder de la Oposición, Pringle, condujo a que fuera pospuesta hasta febrero de 2019.
Anticipándose al supuesto retiro inminente de Lovell, Lewis anunció su intención de disputar el liderazgo del UPP en noviembre de 2018. Sin embargo, Lovell declaró públicamente que buscaría retener el liderazgo del partido a los pocos días, tomando por sorpresa al equipo de Lewis, que esperaba su apoyo. El anuncio provocó presiones en el entorno de Lewis, recomendándole desistir de su postulación para evitar una escisión en el partido. No obstante, Lewis publicó una carta a los miembros del UPP en diciembre, acusando a Lovell de ser un líder inestable e indeciso, pero reconociendo «su derecho a cambiar de opinión» y asegurando que no era su intención «fracturar al UPP». No obstante, no desistió de su candidatura y confirmó que le disputaría el liderazgo al propio Lovell, defendiendo su postura de que el partido «necesitaba un liderazgo renovado» para salir del estancamiento electoral. Ante las preocupaciones de una posible división del partido, similar a la ocurrida tras la disputa de liderazgo con Joanne Massiah, Lovell declaró que el UPP «había aprendido» de aquella crisis y que una competencia abierta «le haría bien al partido».
Lewis postuló una lista completa de candidatos a los cargos dirigenciales del partido, denominada «Nuevo Líder, Nueva Dirección. Listos para Escuchar», con Damani Tabor para la presidencia del partido, Michele Lynch y Rachel Collis para la tesorería. El nombre respondía al enfoque del discurso de Lewis, centrado en la necesidad de restaurar la imagen del UPP como un partido que «escuchaba» a los ciudadanos. Lovell, por su parte, declaró que no postularía una lista completa y que se presentaría a la reelección en solitario, afirmando que no quería provocar fraccionamientos entre los leales a él y los leales a Lewis como había ocurrido en pasadas ocasiones. No obstante, se estimó que la mayoría de los titulares de los cargos que buscaron la reelección, como la presidenta del partido Gisele Isaac y el Secretario General Shawn Nicholas, apoyaban la permanencia de Lovell en el liderazgo. En cuanto a su campaña, Lovell describió la competencia entre él y Lewis como una muestra del éxito de su liderazgo, afirmando que ningún partido en Antigua y Barbuda mostraba una democracia interna tan vibrante como el UPP.
La convención se realizó finalmente entre el 23 y el 24 de febrero y Lovell fue fácilmente reelecto como líder político del UPP con un 79,55% de los votos de los delegados contra el 20,45% de Lewis. Lewis reconoció la derrota y declaró que no abandonaría el partido, asegurando su apoyo a Lovell para las siguientes elecciones.
|  | 79.55 % |

|  | 75.96 % |

|  | 20.45 % |

|  | 24.04 % |

## Candidaturas
El ABLP presentó su lista oficial de candidatos el 25 de marzo de 2022. Como en todas las elecciones en la historia de Antigua y Barbuda, fue el único partido que disputó la totalidad de las circunscripciones. Los nuevos candidatos del partido incluían a Rawdon Turner en sustitución de Asot Michael, el senador de Barbuda Knacyntar Nedd en sustitución de Arthur Nibbs y la senadora Gail Christian en sustitución del vicepresidente de la Cámara, Londell Benjamin. Tras su expulsión del ABLP, Michael decidió defender su circunscripción en St. Peter como independiente. El UPP presentó candidatos en todas las circunscripciones, excepto en Barbuda, donde respaldó la reelección de Trevor Walker, del BPM. Por su parte, la DNA anunció sus candidatos en abril de 2022. Anunció más tarde que Avoy Knight y Tecla Thomas intercambiaron sus distritos electorales y que Stephen Richardson sería su candidato para el distrito electoral de St. John's Rural West. Además, Moraine Knight fue nominado para el distrito electoral de St. John's City West y Mario Thomas fue nominado para el distrito electoral de St. Phillip North. Además de Michael en St. Peter, Carty Anderson, Gail Pero-Weston se presentaron como independientes en St. John's Rural West y St. John's Rural South.
Barbuda fue la única circunscripción que vio una competencia bipartidista (entre el ABLP y el BPM). El hecho de que la DNA presentara un candidato en todas las circunscripciones de Antigua condujo a que fuera la primera elección desde la instauración del sufragio universal en la que la totalidad de las circunscripciones de la isla fueron disputadas por más de tres candidatos.
| Partido | Partido                                       | Líder          | Candidatos |
| ------- | --------------------------------------------- | -------------- | ---------- |
|         | Partido Laborista de Antigua y Barbuda (ABLP) | Gaston Browne  | 17/17      |
|         | Partido Progresista Unido (UPP)               | Harold Lovell  | 16/17      |
|         | Alianza Nacional Democrática (DNA)            | Joanne Massiah | 16/17      |
|         | Movimiento Popular de Barbuda (BPM)           | Trevor Walker  | 1/17       |
|         | Independientes                                | Independientes | 3/17       |

## Campaña

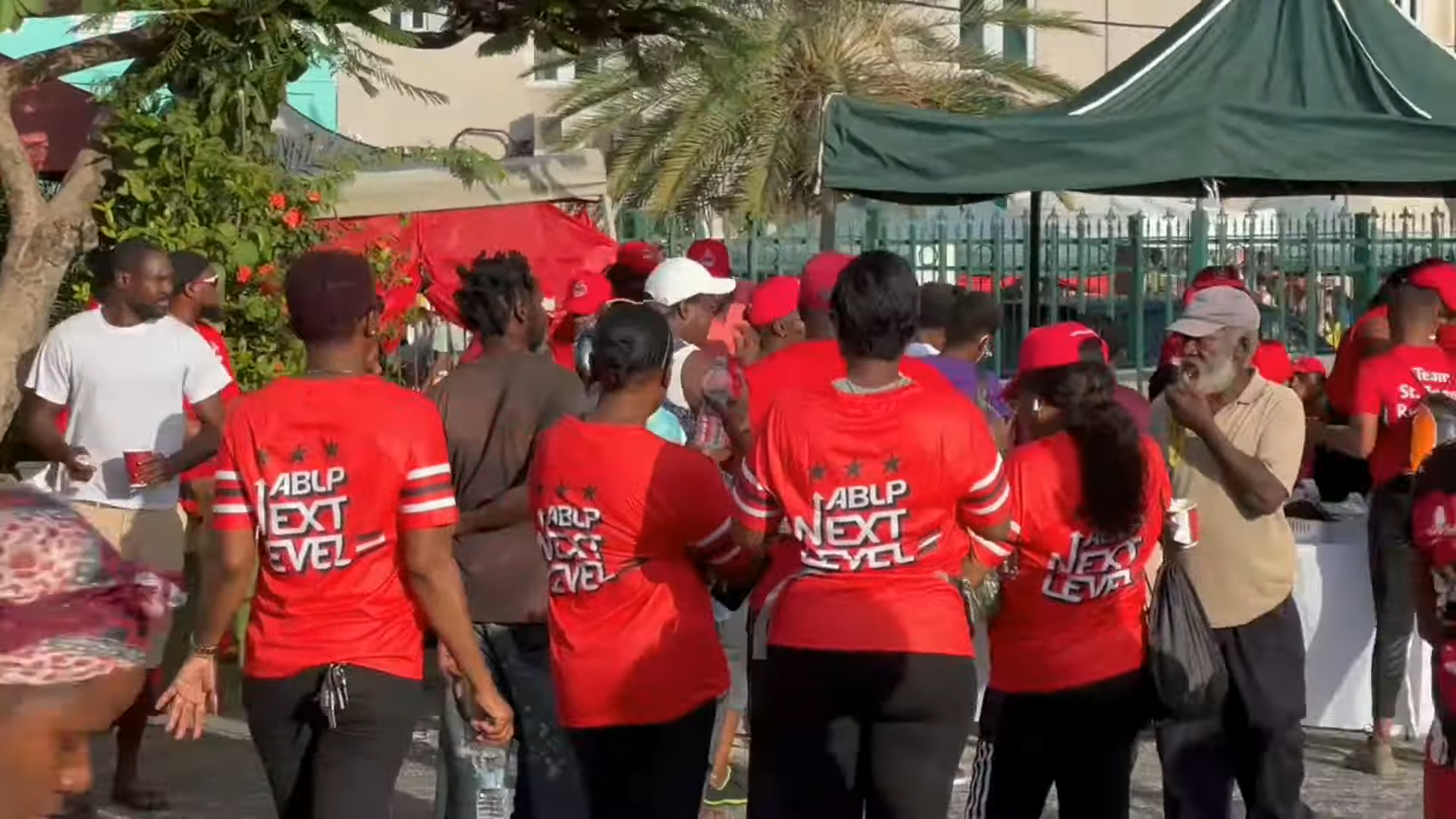
Concentración de campaña del Partido Laborista de Antigua y Barbuda.

El Partido Laborista de Antigua y Barbuda centró su campaña en defender su gestión en tiempos de crisis y buscó encarar un discurso propositivo, sugiriendo que un eventual tercer mandato se enfocaría en el desarrollo económico y traer prosperidad después de largos períodos de dificultades. El partido lanzó su manifiesto el 9 de enero de 2023 en un acto presidido por el primer ministro Gaston Browne, donde este declaró que el ABLP no tenía «promesas inimaginables destinadas a coaccionar y engañar». El documento, titulado «Next Level» (del inglés: «Siguiente Nivel») destacó logros en la superación de desafíos económicos y de salud, incluyendo la recuperación de la economía tras la pandemia. El partido se comprometió a continuar con la eliminación de impuestos sobre sistemas de seguridad y energía verde, igualar la edad de jubilación con la edad de elegibilidad para pensiones de seguridad social, y priorizar el suministro de agua, electricidad e internet. Browne manifestó su intención de atraer una gran cantidad de inversiones extranjeras en los años siguientes, con el fin de generar empleos, y prometió aumentar el sueldo a los empleados públicos, iniciando reuniones con los sindicatos durante la última semana de la campaña con miras a un acuerdo para después de las elecciones. En materia exterior, el gobierno destacó la participación de Antigua y Barbuda en numerosas organizaciones internacionales y propuso impulsar la creación de un sistema financiero internacional más equitativo. En la sección «respeto por los migrantes y otras minorías», el ABLP reafirmó su compromiso con la igualdad de género y además se comprometió a abordar el «respeto a los derechos de las minorías, incluyendo la comunidad LGBTQI, como parte de un desarrollo inclusivo para el país». Se trató de la primera vez en la historia de Antigua y Barbuda que un partido político hizo alusión específica a los derechos LGBT, hecho que siguió a un fallo de la Corte Suprema del Caribe Oriental el 5 de julio de 2022 que despenalizó las relaciones entre personas del mismo sexo en el país. A pesar de las presiones conservadoras para que lo hiciera, Browne prometió que su gobierno no apelaría el fallo.

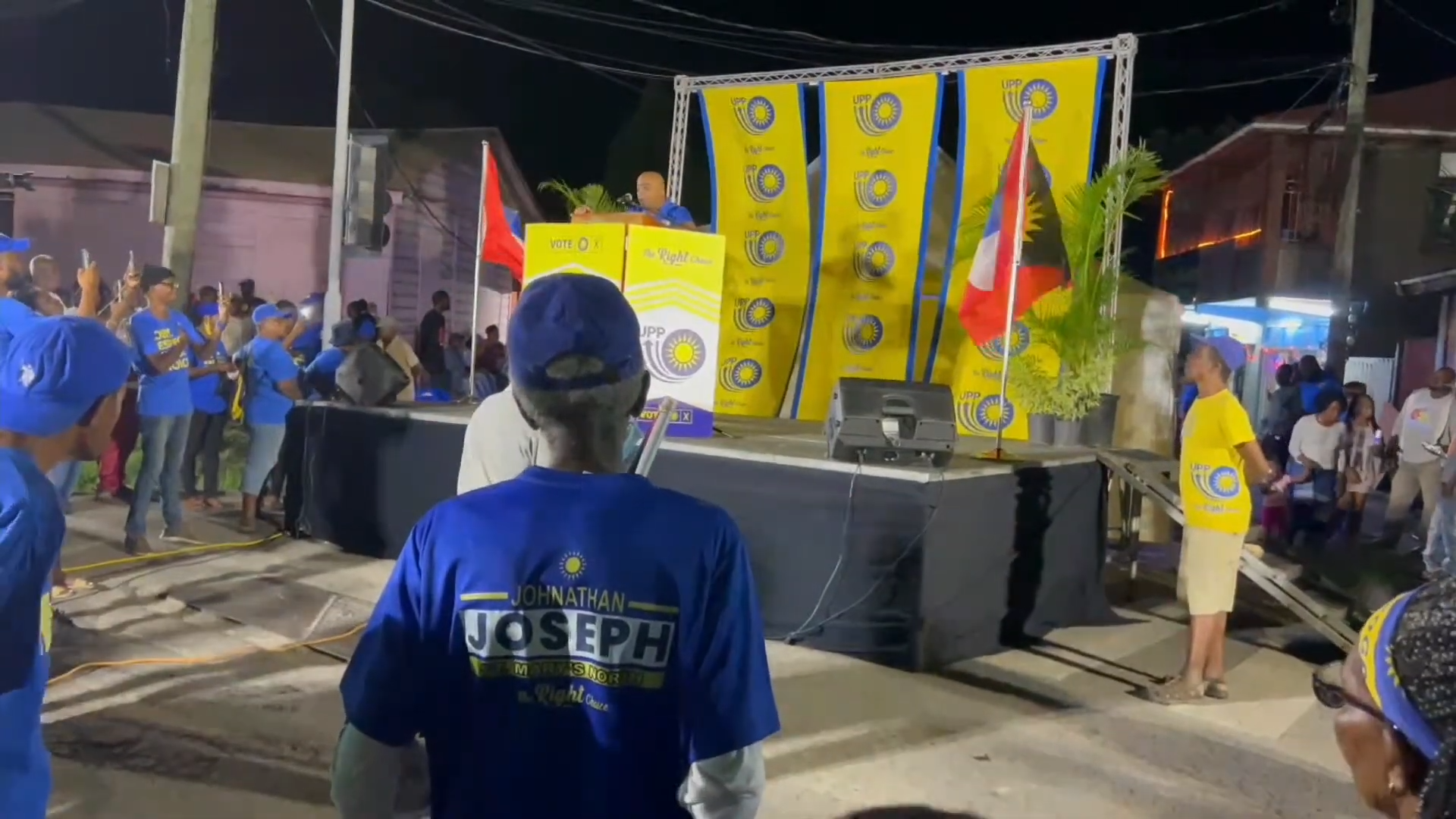
Concentración de campaña del Partido Progresista Unido.

Por su parte, el Partido Progresista Unido lanzó su manifiesto el 8 de enero, un día antes que el ABLP, bajo el eslogan «La Decisión Correcta» («The Right Choice»). Durante el lanzamiento, Harold Lovell resaltó los reclamos de los sindicatos para el gobierno y afirmó que ningún trabajador antiguano debía cobrar menos de diez dólares la hora, proponiendo un aumento salarial del 10% si el UPP ganaba las elecciones. El manifiesto se tituló «Seven Pillars for Relief Recovery & shared Prosperity» (del inglés: «Siete Pilares para el Alivio, la Recuperación y la Prosperidad Compartida») y establecía siete principios que delinearían el curso a seguir de un gobierno del UPP: la «Visión 2040» (un plan para transformar y modernizar Antigua y Barbuda para el año 2040), la creación de empleo y expansión económica, la seguridad de la vivienda, la «revolución educativa», la dignidad económica, la estabilidad del agua y la infraestructura higiénica, y el empoderamiento de la juventud. Lovell declaró que su primera medida tras asumir el gobierno sería derogar y reemplazar el Impuesto a las Empresas No Incorporadas (UBT) y buscar una reducción incremental del impuesto a la renta corporativa de 25 a 15%, comprometiéndose a buscar una política fiscal que generara una economía local más dinámica e impulsara la iniciativa privada. El UPP criticó al gobierno de Browne, afirmando que los ministros del ABLP se estaban enriqueciendo a costa de la población y denunciando la venta indiscriminada de tierras públicas a inversores extranjeros. En materia exterior, el partido se comprometió a «restablecer el buen nombre del país» en el extranjero frente a las acusaciones constantes de corrupción financiera, así como perseguir una política de acercamiento con la diáspora antiguana, particularmente los residentes en Estados Unidos, el Reino Unido y Canadá, ofreciéndoles mayores oportunidades para invertir en su país. Como en todas las elecciones desde su fundación, el UPP respaldó la reelección de Trevor Walker, del Movimiento Popular de Barbuda, y se comprometió a cooperar con el Consejo de Barbuda y derogar todas las legislaciones introducidas por el ABLP que se consideraran nocivas para la autonomía de la isla.
La Alianza Nacional Democrática, liderada por Joanne Massiah, no presentó un manifiesto propio, a diferencia de las anteriores elecciones, pero lanzó un documento político titulado «Vision 2040: A Better Antigua and Barbuda is Possible» (del inglés: «Visión 2040: Una Mejor Antigua y Barbuda es Posible») el 16 de enero. En el mismo puso énfasis en la diversificación económica, el empoderamiento de la juventud, la reforma educativa y el desarrollo del sector deportivo, criticando a la gestión del ABLP y acusándola de incumplir sus promesas y no abordar las problemáticas del país. El partido defendió la instalación de un impuesto a las grandes fortunas, cuyos ingresos serían destinados a la inversión en infraestructura y políticas de bienestar social. Massiah prometió un aumento del salario mínimo a 10,25 dólares la hora si la DNA ganaba las elecciones. A pesar de la novedad de ser el primer partido fuera del ABLP y el UPP en disputar los dieciséis escaños de Antigua, la DNA enfrentó la campaña afectada por una serie de renuncias de miembros de alto perfil, muchos de los cuales o bien desertaron al ABLP o bien retornaron al UPP, a los cuales Massiah atacó, refiriéndose a estos como «lagartos» y «serpientes».
A principios de enero, la estación de radio en línea Twin Islands Media invitó a Browne, Lovell y Massiah a un debate en vivo entre los líderes de los tres partidos en contienda, lo que hubiera sido el primer debate electoral entre líderes partidarios en la historia del país. Browne confirmó su participación fácilmente, afirmando que estaría «estaría encantado de exponer todas las declaraciones engañosas y promesas vacías» por parte de Lovell. Massiah también accedió a participar. Sin embargo, Lovell declinó la invitación y el debate fue cancelado. El ABLP difundió un comunicado condenando la decisión de Lovell, describiéndola como un acto de cobardía y «una demostración de falta de liderazgo».

## Resultados

### Nivel general
Contraviniendo los pronósticos que estimaban un triunfo amplio para el Partido Laborista de Antigua y Barbuda (del primer ministro Gaston Browne), las elecciones fueron mucho más ajustadas de lo esperado. No obstante, el ABLP revalidó su mayoría absoluta con un 47,06% de los votos válidamente emitidos y nueve de los diecisiete escaños parlamentarios contra un 45,22% del Partido Progresista Unido, liderado por Harold Lovell, que experimentó una notoria recuperación y obtuvo seis escaños, a los que se sumaría el del Movimiento Popular de Barbuda, que retuvo la circunscripción única de la isla por amplio margen en manos de Trevor Walker. La Alianza Nacional Democrática de Joanne Massiah obtuvo el 1,09% de los votos y, por segunda vez consecutiva, fracasó en ingresar al Parlamento. La suma de votos de los dieciséis candidatos de la DNA en Antigua fue inferior al voto obtenido por el BPM únicamente en Barbuda. El resultado implicó una diferencia de solo un 0,38% entre el ABLP y el bloque UPP-BPM, el voto popular más ajustado en la historia electoral del país, mientras que la mayoría del ABLP fue la mayoría más pequeña desde el establecimiento del Parlamento. El 47,06% del ABLP fue el porcentaje de votos más bajo jamás obtenido por un partido ganador, mientras que el 45,22% obtenido por el UPP fue el más alto para un partido derrotado desde 1976.
Aunque logró retener el gobierno, el ABLP perdió seis circunscripciones respecto a 2018 y experimentó una notoria fuga de votos incluso en distritos seguros. Los mejores resultados para el partido fueron en Saint John, donde el propio Gaston Browne retuvo su escaño en St. John's City West con el 66,96% de los votos. Además de la esperable pérdida de los escaños tradicionalmente opositores ante el UPP en el sudoeste de la isla de Antigua, los laboristas perdieron votos en el este, región donde históricamente habían sido más fuertes, como consecuencia del desgaste y la ruptura con Asot Michael. A pesar de haber sido expulsado del ABLP, Michael retuvo su escaño como candidato independiente en St. Peter con un 58,29% de los votos sobre los candidatos del ALBP y el UPP. Con un 24,52% de los votos, el ABLP obtuvo su peor resultado en St. Peter, que en 2018 había sido la circunscripción donde había ganado por mayor margen. Michael se convirtió así en el primer candidato ajeno al bipartidismo en resultar electo, el primero en derrotar a candidatos de los dos partidos principales al mismo tiempo desde 1976 y el primer independiente en ganar un escaño en la isla de Antigua en la historia del país. Los 2.137 votos obtenidos por Michael representaron, por sí solos, un 5,02% de los votos válidos emitidos en toda la elección. Aunque la circunscripción no cambió de manos, la victoria de Michael implicó la primera vez que el ABLP perdió en St. Peter desde su creación, cuando hasta entonces había sido uno de sus bastiones más duros. Con el triunfo de Michael, St. Philip North (donde Robin Yearwood fue reelegido para un inédito undécimo mandato a pesar de un serio desafío por parte de Shawn Nicholas, del UPP) permanece hasta la fecha como la única circunscripción que el ABLP nunca ha perdido, y por lo tanto el único distrito electoral de Antigua y Barbuda que nunca ha cambiado de partido.
En contraste, el UPP mostró una importante recuperación respecto a la debacle sufrida en 2018, logrando arrebatar cinco escaños al ABLP. En general, las circunscripciones que ganó eran en su mayoría distritos donde había sido fuerte desde su fundación en 1992 y que el ABLP había ganado excepcionalmente en las anteriores elecciones. Recuperó los bastiones de St. John's Rural West y St. Philip South, que había perdido por primera vez cinco años atrás, así como St. Mary's South (que había ganado entre 1994 y 2014), St. George (que había ganado entre 1999 y 2014) y All Saints West (que había ganado en 2004 y 2009). Su mejor resultado fue en All Saints East & St. Luke, la circunscripción del líder de la Oposición Jamale Pringle, donde este resultó reelegido con el 62,08% de los votos. Su líder, Harold Lovell, fracasó en recuperar su escaño en St. John's City East por tan solo 6 votos de diferencia frente a Melford Nicholas, del ABLP, y con el candidato de la DNA obteniendo 18 votos. Si Lovell hubiese ganado, el resultado habría sido un Parlamento sin mayoría con un empate entre el ABLP y el bloque UPP-BPM con ocho escaños cada uno y Asot Michael a cargo de desempatar.
|  | 47.06 % |

|  | 45.22 % |

|  | 1.46 % |

|  | 1.09 % |

|  | 5.17 % |

|  | 99.44 % |

|  | 0.56 % |

|  | 100.00 % |

|  | 70.34 % |

### Resultado por isla
| Isla    | ABLP   | ABLP   | ABLP | UPP          | UPP          | UPP          | DNA          | DNA          | DNA          | BPM          | BPM          | BPM          | Ind.         | Ind.         | Ind.         | Votos válidos | Votos válidos | Blancos/Anulados | Blancos/Anulados | Participación | Participación |
| Isla    | Votos  | %      | Esc. | Votos        | %            | Esc.         | Votos        | %            | Esc.         | Votos        | %            | Esc.         | Votos        | %            | Esc.         | Votos         | %             | Votos            | %                | Votos         | %             |
| ------- | ------ | ------ | ---- | ------------ | ------------ | ------------ | ------------ | ------------ | ------------ | ------------ | ------------ | ------------ | ------------ | ------------ | ------------ | ------------- | ------------- | ---------------- | ---------------- | ------------- | ------------- |
| Antigua | 19.596 | 47,18% | 9    | 19.267       | 46,39%       | 6            | 466          | 1,12%        | –            | No participó | No participó | No participó | 2.202        | 5,30%        | 1            | 41.531        | 99,44%        | 232              | 0,56%            | 59.635        | 70,03%        |
| Barbuda | 456    | 42,22% | –    | No participó | No participó | No participó | No participó | No participó | No participó | 624          | 57,78%       | 1            | No participó | No participó | No participó | 1.080         | 99,45%        | 6                | 0,55%            | 1.281         | 84,78%        |
| Total   | 20.052 | 47,06% | 9    | 19.267       | 45,22%       | 6            | 466          | 1,09%        | 0            | 624          | 1,42%        | 1            | 2.202        | 5,17%        | 1            | 42.611        | 99,44%        | 238              | 0,56%            | 60.916        | 70,34%        |

### Resultados por circunscripción
|  | 66.96 % |

|  | 32.11 % |

|  | 0.93 % |

|  | 99.26 % |

|  | 0.74 % |

|  | 100.00 % |

|  | 64.81 % |

|  | 49.78 % |

|  | 49.40 % |

|  | 0.82 % |

|  | 99.62 % |

|  | 0.38 % |

|  | 100.00 % |

|  | 73.64 % |

|  | 64.11 % |

|  | 35.11 % |

|  | 0.78 % |

|  | 99.23 % |

|  | 0.77 % |

|  | 100.00 % |

|  | 68.98 % |

|  | 53.33 % |

|  | 44.55 % |

|  | 1.27 % |

|  | 0.86 % |

|  | 99.67 % |

|  | 0.33 % |

|  | 100.00 % |

|  | 66.82 % |

|  | 56.33 % |

|  | 42.48 % |

|  | 0.75 % |

|  | 0.44 % |

|  | 99.49 % |

|  | 0.51 % |

|  | 100.00 % |

|  | 64.99 % |

|  | 54.00 % |

|  | 44.54 % |

|  | 1.46 % |

|  | 99.51 % |

|  | 0.49 % |

|  | 100.00 % |

|  | 65.83 % |

|  | 52.75 % |

|  | 45.83 % |

|  | 1.42 % |

|  | 99.50 % |

|  | 0.50 % |

|  | 100.00 % |

|  | 71.12 % |

|  | 50.32 % |

|  | 48.84 % |

|  | 0.85 % |

|  | 99.34 % |

|  | 0.66 % |

|  | 100.00 % |

|  | 64.38 % |

|  | 54.83 % |

|  | 44.55 % |

|  | 0.62 % |

|  | 99.74 % |

|  | 0.26 % |

|  | 100.00 % |

|  | 74.96 % |

|  | 62.08 % |

|  | 36.13 % |

|  | 1.79 % |

|  | 99.66 % |

|  | 0.34 % |

|  | 100.00 % |

|  | 70.45 % |

|  | 57.33 % |

|  | 41.42 % |

|  | 1.25 % |

|  | 99.46 % |

|  | 0.54 % |

|  | 100.00 % |

|  | 70.62 % |

|  | 51.03 % |

|  | 47.68 % |

|  | 1.28 % |

|  | 99.55 % |

|  | 0.45 % |

|  | 100.00 % |

|  | 71.80 % |

|  | 58.29 % |

|  | 24.52 % |

|  | 16.39 % |

|  | 0.79 % |

|  | 99.62 % |

|  | 0.38 % |

|  | 100.00 % |

|  | 79.84 % |

|  | 52.88 % |

|  | 45.93 % |

|  | 1.19 % |

|  | 99.48 % |

|  | 0.52 % |

|  | 100.00 % |

|  | 71.75 % |

|  | 60.00 % |

|  | 37.11 % |

|  | 2.89 % |

|  | 95.94 % |

|  | 4.06 % |

|  | 100.00 % |

|  | 80.37 % |

|  | 52.40 % |

|  | 46.38 % |

|  | 1.22 % |

|  | 99.59 % |

|  | 0.41 % |

|  | 100.00 % |

|  | 72.75 % |

|  | 57.78 % |

|  | 42.22 % |

|  | 99.45 % |

|  | 0.55 % |

|  | 100.00 % |

|  | 84.78 % |